# Micracanthia hungerfordi
Micracanthia hungerfordi är en insektsart som först beskrevs av Hodgden 1949.  Micracanthia hungerfordi ingår i släktet Micracanthia och familjen strandskinnbaggar. Inga underarter finns listade i Catalogue of Life.